# Châteaulin
Châteaulin er en fransk kommune i departementet Finistère
i den nordvestlige del af landet ved floden Aulne.